# Asthenopus picteti
Asthenopus picteti is een haft uit de familie Polymitarcyidae. De wetenschappelijke naam van de soort is voor het eerst geldig gepubliceerd in 1975 door Hubbard.
De soort komt voor in het Neotropisch gebied.